# Euparatettix jingdongensis
Euparatettix jingdongensis är en insektsart som beskrevs av Zheng, Z. och X. Ou 2003. Euparatettix jingdongensis ingår i släktet Euparatettix och familjen torngräshoppor. Inga underarter finns listade i Catalogue of Life.